# Dark Paradise
Dark Paradise je píseň od americké zpěvačky a skladatelky Lany Del Rey. Byla vydána dne 1. března 2013 jako šestý singl z jejího druhého studiového alba Born to Die.Napsala ji sama Lana Del Rey společně s Rickem Nowelsem. Produkce se ujal Emile Haynie s Nowelsem. Je to popová skladba s prvky trip hopu. Singl obdržel rozpolcené ohlasy. Někteří ji považovali za jednu z nejlepších skladeb z alba a někteří právě naopak. Spousta fanoušků si přála právě tuto skladbu jako další singl z alba. Lana ale oznámila, že ji jako singl nevydá, ale natočí k ní video. Videa se ale veřejnost nikdy nedočkala. V březnu byla skladba alespoň vydána jako singl pouze pro Německo, Rakousko a Švýrarsko.

## Hudební příčky
| Žebříček (2013)                 | Nejvyšší umístění |
| ------------------------------- | ----------------- |
| Rakousko (Ö3 Austria Top 40)    | 42                |
| Německo (Media Control AG)      | 45                |
| Polsko (Polish Airplay Top 20)  | 5                 |
| Švýcarsko (Schweizer Hitparade) | 48                |